# Paraliochthonius setiger
Paraliochthonius setiger es una especie de arácnido  del orden Pseudoscorpionida de la familia Chthoniidae.

## Distribución geográfica
Es endémica de Tenerife, en las islas Canarias (España).